# Джейсон Деметріу
Джейсон Деметріу (англ. Jason Demetriou; нар. 18 листопада 1987, Ньюгем, Англія) — англійський та кіпріотський футболіст, правий захисник «Саутенд Юнайтед». У жовтні 2021 року Деметріу також тимчасово очолив першу команду «Саутенд Юнайтед». У жовтні 2021 року був виконувачем обов'яків головного тренера «Саутенд Юнайтед».

## Клубна кар'єра

### «Лейтон Орієнт»
Пройшов юнацькі та молодіжні команди «Лейтон Орієнт», а в липні 2006 року уклав професіональний контракт з першою командою вище вказаного клубу. На професіональному рівні дебютував 18 жовтня 2005 року, вийшовши на заміну Вейну Карлайлу на 87-й хвилині поєдинку Трофея Футбольної ліги проти «Йовіл Тауна». Зіграв і в наступному раунді проти «Оксфорд Юнайтед», але після цього команда вилетіла з вище вказаного турніру. У чемпіонаті дебютував у липні 2006 року в нічийному (0:0) поєдинку проти «Йовіл Таун». У своєму дебютному сезоні на професіональному рівні зіграв 24 матчі, як у чемпіонаті, так і в кубку (переважно виходив на поле з лави запасних).
Сезон 2007/08 років став проривом для Джейсона, оскільки клуб почав давати більше ігрового часу молодим талантам. Сам Деметріу віддає велику шану колишньому головному тренеру команди Мартіну Лінгу за те, що він надав йому шанс проявити себе на такому рівні, особливо в сезоні 2007/08 років. Першим голом у дорослому футболі відзначився 13 липня 2007 року в програному (3:4) домашньому поєдинку проти «Брайтон енд Гоув Альбіон»
Незважаючи на те, що «Лейтон Оріент» переживав фінансові труднощі протягом сезону 2008/09 років, виступи Деметріу вразили вболівальників, і його пов’язували з фінансово вигідними клубами Прем’єр-ліги та Чемпіоншипу «Плімут Аргайл», «Квінз Парк Рейнджерс» та «Чарльтон Атлетік». «Плімут» навіть запропонував за Джейсона 75 000 фунтів-стерлінгів. Плеймейкер «Орієнт» публічно заявив про свій намір залишитися на Брісбен Роуд й наприкінці сезону удостоєний нагороди «Гравець року за версією уболівальників».

### АЕК (Ларнака)
Наприкінці сезону 2009/10 років відхилив пропозицію «Орієнт» про нову угоду. 2 червня 2010 року за невідому суму відступних Деметріу перейшов до АЕК (Ларнака), щоб мати можливість виступати за національну збірну Кіпру. Гравець зазначив, що йому дуже сумно покинути «Лейтон Орієнт», але довелося переїхати, щоб грати за національну збірну.

### «Анортосіс» (Фамагуста)
28 червня 2013 року підписав контракт на 2 роки (з опцією продовження ще на один рік) з «Анортосісом» (Фамагуста).

### «Волсолл»
1 липня 2015 року було підтверджено, що Джейсон Деметріу підписав контракт з «Волсоллjv» за невідому плату.

### «Саутенд Юнайтед»
22 червня 2016 року було оголошено, що Деметріу підписав контракт з «Саутенд Юнайтед» за умови завершення медичного огляду. Деметріу відмовився від нової угоди з «Волсоллом», а також від можливості переїхати в «Портсмут». У жовтні 2021 року Деметріу став виконувачем обов'язки головного тренера після звільнення Філа Брауна з посади менеджера, а 16 жовтня 2021 року відзначився єдиним голом у переможному (4:1) четвертого кваліфікаційного раунду Кубку Англії проти «Чертсі Таун».

## Кар'єра в збірній
20 січня 2009 року його вперше викликали до національної збірної Кіпру головним тренером Ангелосом Анастасіадісом, завдяки своїм грецьким кіпрським корінням по батькові. Дебютував за національну команду 10 лютого у програному (0:2) домашньому поєдинку проти Сербії, в якому вийшов на заміну Дімітріса Хрістофі. 11 лютого Деметріу провив свій другий матчі, здійснив повноцінний дебют у переможному (3:2) поєдинку проти Словаччини, де віддав дві гольові передачі. За виступи у вище вказаному поєдинку визнаний найкращим гравцем матчу. 10 жовтня 2015 року відзначився першим голом за збірну, у програному (1:2) виїзному поєдинку кваліфікації чемпіонату Європи 2016 проти Ізраїлю. Завершив міжнародну кар'єру 2020 року.

## Статистика виступів

### Клубна
Станом на match played 9 October 2021
| Клуб                    | Сезон             | Ліга                  | Ліга  | Ліга | Нац. кубок | Нац. кубок | Кубок ліги | Кубок ліги | Інші  | Інші | Загалом | Загалом |
| Клуб                    | Сезон             | Дивізіон              | Матчі | Голи | Матчі      | Голи       | Матчі      | Голи       | Матчі | Голи | Матчі   | Голи    |
| ----------------------- | ----------------- | --------------------- | ----- | ---- | ---------- | ---------- | ---------- | ---------- | ----- | ---- | ------- | ------- |
| «Лейтон Орієнт»         | 2005–06           | Друга ліга            | 3     | 0    | 0          | 0          | 0          | 0          | 2     | 0    | 5       | 0       |
| «Лейтон Орієнт»         | 2006–07           | Перша ліга            | 15    | 0    | 3          | 0          | 0          | 0          | 1     | 0    | 19      | 0       |
| «Лейтон Орієнт»         | 2007–08           | Перша ліга            | 43    | 0    | 2          | 0          | 2          | 0          | 2     | 0    | 49      | 0       |
| «Лейтон Орієнт»         | 2008–09           | Перша ліга            | 43    | 4    | 3          | 0          | 1          | 0          | 2     | 0    | 49      | 4       |
| «Лейтон Орієнт»         | 2009–10           | Перша ліга            | 40    | 1    | 2          | 0          | 2          | 0          | 2     | 0    | 46      | 1       |
| «Лейтон Орієнт»         | Загалом           | Загалом               | 144   | 5    | 10         | 0          | 5          | 0          | 9     | 0    | 168     | 5       |
| АЕК (Ларнака)           | 2010–11           | Перший дивізіон Кіпру | 16    | 0    | 0          | 0          | —          | —          | —     | —    | 16      | 0       |
| АЕК (Ларнака)           | 2011–12           | Перший дивізіон Кіпру | 23    | 1    | 5          | 0          | —          | —          | 11    | 0    | 39      | 1       |
| АЕК (Ларнака)           | 2012–13           | Перший дивізіон Кіпру | 19    | 3    | 1          | 0          | —          | —          | —     | —    | 20      | 3       |
| АЕК (Ларнака)           | Загалом           | Загалом               | 58    | 4    | 6          | 0          | —          | —          | 11    | 0    | 75      | 4       |
| «Анортосіс» (Фамагуста) | 2013–14           | Перший дивізіон Кіпру | 19    | 1    | 2          | 0          | —          | —          | —     | —    | 21      | 1       |
| «Анортосіс» (Фамагуста) | 2014–15           | Перший дивізіон Кіпру | 25    | 0    | 2          | 0          | —          | —          | 0     | 0    | 27      | 0       |
| «Анортосіс» (Фамагуста) | Загалом           | Загалом               | 44    | 1    | 4          | 0          | —          | —          | 0     | 0    | 48      | 1       |
| «Волсолл»               | 2015–16           | Перша ліга            | 43    | 1    | 4          | 1          | 3          | 0          | 2     | 0    | 52      | 4       |
| «Саутенд Юнайтед»       | 2016–17           | Перша ліга            | 41    | 1    | 1          | 0          | 1          | 0          | 1     | 0    | 44      | 1       |
| «Саутенд Юнайтед»       | 2017–18           | Перша ліга            | 42    | 8    | 1          | 0          | 1          | 0          | 1     | 0    | 45      | 8       |
| «Саутенд Юнайтед»       | 2018–19           | Перша ліга            | 24    | 2    | 2          | 0          | 1          | 0          | 1     | 0    | 28      | 2       |
| «Саутенд Юнайтед»       | 2019–20           | Перша ліга            | 20    | 3    | 0          | 0          | 1          | 0          | 1     | 0    | 22      | 3       |
| «Саутенд Юнайтед»       | 2020–21           | Друга ліга            | 37    | 1    | 1          | 0          | 0          | 0          | 0     | 0    | 38      | 1       |
| «Саутенд Юнайтед»       | 2021–22           | Національна ліга      | 8     | 1    | 0          | 0          | 0          | 0          | 0     | 0    | 8       | 1       |
| «Саутенд Юнайтед»       | Загалом           | Загалом               | 173   | 16   | 5          | 0          | 4          | 0          | 4     | 0    | 185     | 16      |
| Усього за кар'єру       | Усього за кар'єру | Усього за кар'єру     | 428   | 28   | 29         | 1          | 12         | 0          | 26    | 0    | 495     | 28      |

1. 1 2 3 4 5  Матч(і) в Трофеї ФЛ
2. ↑  Матчі в Лізі Європи УЄФА
3. ↑  Матчі в плей-оф Першої ліги
4. 1 2 3 4  Матчі в Трофеї АФЛ

### У збірній

#### По роках
Станом на 16 листопада 2019
| Національна збірна | Рік     | Матчі | Голи |
| ------------------ | ------- | ----- | ---- |
| Кіпр               | 2009    | 3     | 0    |
| Кіпр               | 2011    | 10    | 0    |
| Кіпр               | 2012    | 7     | 0    |
| Кіпр               | 2013    | 4     | 0    |
| Кіпр               | 2014    | 1     | 0    |
| Кіпр               | 2015    | 5     | 1    |
| Кіпр               | 2016    | 5     | 0    |
| Кіпр               | 2017    | 8     | 0    |
| Кіпр               | 2018    | 6     | 0    |
| Кіпр               | 2019    | 2     | 0    |
| Загалом            | Загалом | 51    | 1    |

#### По матчах
| Дата       | Місто            | Господарі            | Результат               | Гості                | Турнір                                | Голи | Примітки   |
| ---------- | ---------------- | -------------------- | ----------------------- | -------------------- | ------------------------------------- | ---- | ---------- |
| 10-2-2009  | Строволос        | Кіпр                 | 0 – 2                   | Сербія               | товариський матч                      | -    | 64'        |
| 11-2-2009  | Нікосія          | Кіпр                 | 3 – 2                   | Словаччина           | товариський матч                      | -    |            |
| 30-5-2009  | Ларнака          | Кіпр                 | 0 – 1                   | Канада               | товариський матч                      | -    | 46'        |
| 8-2-2011   | Нікосія          | Кіпр                 | 0 – 2                   | Швеція               | товариський матч                      | -    | 46' 82'    |
| 9-2-2011   | Паралімні        | Кіпр                 | 1 – 1 д.ч. (5 – 6 п.п.) | Румунія              | товариський матч                      | -    |            |
| 26-3-2011  | Нікосія          | Кіпр                 | 0 – 0                   | Ісландія             | Відбір до ЧЄ 2012                     | -    | 46'        |
| 29-3-2011  | Ларнака          | Кіпр                 | 0 – 1                   | Болгарія             | товариський матч                      | -    | 46'        |
| 10-8-2011  | Нікосія          | Кіпр                 | 3 – 2                   | Молдова              | товариський матч                      | -    | 46'        |
| 2-9-2011   | Нікосія          | Кіпр                 | 0 – 4                   | Португалія           | Відбір до ЧЄ 2012                     | -    |            |
| 6-9-2011   | Рейк'явік        | Ісландія             | 0 – 0                   | Кіпр                 | Відбір до ЧЄ 2012                     | -    | 47'        |
| 7-10-2011  | Нікосія          | Кіпр                 | 1 – 4                   | Данія                | Відбір до ЧЄ 2012                     | -    | 71'        |
| 11-10-2011 | Осло             | Норвегія             | 3 – 1                   | Кіпр                 | Відбір до ЧЄ 2012                     | -    |            |
| 11-11-2011 | Ларнака          | Кіпр                 | 1 – 2                   | Шотландія            | товариський матч                      | -    | 9' 46'     |
| 29-2-2012  | Нікосія          | Кіпр                 | 0 – 0                   | Сербія               | товариський матч                      | -    | 86'        |
| 15-8-2012  | Софія            | Болгарія             | 1 – 0                   | Кіпр                 | товариський матч                      | -    | 82'        |
| 7-9-2012   | Тирана           | Албанія              | 3 – 1                   | Кіпр                 | Відбір до ЧС 2014                     | -    |            |
| 11-9-2012  | Ларнака          | Кіпр                 | 1 – 0                   | Ісландія             | Відбір до ЧС 2014                     | -    | 90+2'      |
| 12-10-2012 | Марибор          | Словенія             | 2 – 1                   | Кіпр                 | Відбір до ЧС 2014                     | -    |            |
| 16-10-2012 | Ларнака          | Кіпр                 | 1 – 3                   | Норвегія             | Відбір до ЧС 2014                     | -    | 46' 49'    |
| 14-11-2012 | Нікосія          | Кіпр                 | 0 – 3                   | Фінляндія            | товариський матч                      | -    | 46'        |
| 6-9-2013   | Осло             | Норвегія             | 2 – 0                   | Кіпр                 | Відбір до ЧС 2014                     | -    | 54'        |
| 10-9-2013  | Нікосія          | Кіпр                 | 0 – 2                   | Словенія             | Відбір до ЧС 2014                     | -    | 46'        |
| 11-10-2013 | Рейк'явік        | Ісландія             | 2 – 0                   | Кіпр                 | Відбір до ЧС 2014                     | -    |            |
| 15-10-2013 | Нікосія          | Кіпр                 | 0 – 0                   | Албанія              | Відбір до ЧС 2014                     | -    |            |
| 16-11-2014 | Нікосія          | Кіпр                 | 5 – 0                   | Андорра              | Відбір до ЧЄ 2016                     | -    |            |
| 12-6-2015  | Андорра-ла-Велья | Андорра              | 1 – 3                   | Кіпр                 | QEuro                                 | -    |            |
| 3-9-2015   | Нікосія          | Кіпр                 | 0 – 1                   | Уельс                | Відбір до ЧЄ 2016                     | -    |            |
| 6-9-2015   | Нікосія          | Кіпр                 | 0 – 1                   | Бельгія              | Відбір до ЧЄ 2016                     | -    | 62'        |
| 10-10-2015 | Єрусалим         | Ізраїль              | 1 – 2                   | Кіпр                 | Відбір до ЧЄ 2016                     | 1    |            |
| 13-10-2015 | Нікосія          | Кіпр                 | 2 – 3                   | Боснія і Герцеговина | Відбір до ЧЄ 2016                     | -    |            |
| 24-3-2016  | Одеса            | Україна              | 1 – 0                   | Кіпр                 | товариський матч                      | -    | 61'        |
| 6-9-2016   | Нікосія          | Кіпр                 | 0 – 3                   | Бельгія              | Відбір до ЧС 2018                     | -    |            |
| 7-10-2016  | Пірей            | Греція               | 2 – 0                   | Кіпр                 | Відбір до ЧС 2018                     | -    | 45+2'      |
| 10-10-2016 | Зениця           | Боснія і Герцеговина | 2 – 0                   | Кіпр                 | Відбір до ЧС 2018                     | -    |            |
| 13-11-2016 | Нікосія          | Кіпр                 | 3 – 1                   | Гібралтар            | Відбір до ЧС 2018                     | -    | 34'        |
| 3-6-2017   | Ешторіл          | Португалія           | 4 – 0                   | Кіпр                 | товариський матч                      | -    | 82'        |
| 9-6-2017   | Фару             | Гібралтар            | 1 – 2                   | Кіпр                 | Відбір до ЧС 2018                     | -    |            |
| 31-8-2017  | Нікосія          | Кіпр                 | 3 – 2                   | Боснія і Герцеговина | Відбір до ЧС 2018                     | -    |            |
| 3-9-2017   | Таллінн          | Естонія              | 1 – 0                   | Кіпр                 | Відбір до ЧС 2018                     | -    | 12'        |
| 7-10-2017  | Строволос        | Кіпр                 | 1 – 2                   | Греція               | Відбір до ЧС 2018                     | -    | кап.       |
| 10-10-2017 | Брюссель         | Бельгія              | 4 – 0                   | Кіпр                 | Відбір до ЧС 2018                     | -    | кап.       |
| 10-11-2017 | Горі             | Грузія               | 1 – 0                   | Кіпр                 | товариський матч                      | -    |            |
| 13-11-2017 | Єреван           | Вірменія             | 3 – 2                   | Кіпр                 | товариський матч                      | -    | 65'        |
| 23-3-2018  | Строволос        | Кіпр                 | 0 – 0                   | Чорногорія           | товариський матч                      | -    |            |
| 20-5-2018  | Амман            | Йорданія             | 3 – 0                   | Кіпр                 | товариський матч                      | -    |            |
| 6-9-2018   | Осло             | Норвегія             | 2 – 0                   | Кіпр                 | Ліга націй УЄФА 2018-2019 - 1-й раунд | -    | кап.       |
| 9-9-2018   | Нікосія          | Кіпр                 | 2 – 1                   | Словенія             | Ліга націй УЄФА 2018-2019 - 1-й раунд | -    | кап.       |
| 13-10-2018 | Софія            | Болгарія             | 2 – 1                   | Кіпр                 | Ліга націй УЄФА 2018-2019 - 1-й раунд | -    | кап.       |
| 16-10-2018 | Любляна          | Словенія             | 1 – 1                   | Кіпр                 | Ліга націй УЄФА 2018-2019 - 1-й раунд | -    | кап. 90+6' |
| 21-3-2019  | Нікосія          | Кіпр                 | 5 – 0                   | Сан-Марино           | Відбір до ЧЄ 2020                     | -    | кап. 66'   |
| 16-11-2019 | Нікосія          | Кіпр                 | 1 – 2                   | Шотландія            | Відбір до ЧЄ 2020                     | -    | 58'        |
| Усього     |                  | Матчів               | 51                      |                      | Голів                                 | 1    |            |

#### Забиті м'ячі
Станом на 16 листопада 2019.
| № | Дата           | Місце                    | Матч | Суперник | Рахунок | Результат | Змаганнях                           |
| - | -------------- | ------------------------ | ---- | -------- | ------- | --------- | ----------------------------------- |
| 1 | 10 жовтня 2015 | Тедді, Єрусалим, Ізраїль | 29   | Ізраїль  | 2–1     | 2–1       | кваліфікація чемпіонату Європи 2016 |